# Leon Van Peborgh
Léon François Edmond Marie Van Peborgh, né le 10 juillet 1860 à Anvers et y décédé le 17 août 1921 fut un homme politique libéral belge.
Van Peborgh fut expert en avarie. Il fut élu conseiller communal d'Anvers et sénateur de l'arrondissement d'Anvers dès 1912.

## Sources
- Liberaal Archief